# 零标点符号
零标点符号（Zero Punctuation）是一档由英裔澳大利亚人本·"雅兹"·克罗肖所主持的Flash動畫，內容為针对游戏的评测且大多時長控制在十分鐘內，因语速极快而得名。
评测范围以次世代主机游戏为主，从2007年至现在已经制作超过300期。节目主要针对新上市的游戏的游戏的不足进行幽默风趣的挖苦讽刺，几乎所有被评测的游戏都被其挖苦，从头赞扬到尾的游戏仅有少数，包括《传送门》、《寂静岭2》、《黑暗之魂》等。